# Ein Jorjin
Ein Jorjin (tiếng Ả Rập: عين جورين) là một ngôi làng Syria nằm ở Shathah Subdistrict thuộc huyện Al-Suqaylabiyah, Hama. Theo Cục Thống kê Trung ương Syria (CBS), Ein Jorjin có dân số 988 trong cuộc điều tra dân số năm 2004.